# 5831 Діззі
5831 Діззі (5831 Dizzy) — астероїд головного поясу, відкритий 4 травня 1991 року.
Тіссеранів параметр щодо Юпітера — 3,323.